# Hans von Kulmbach

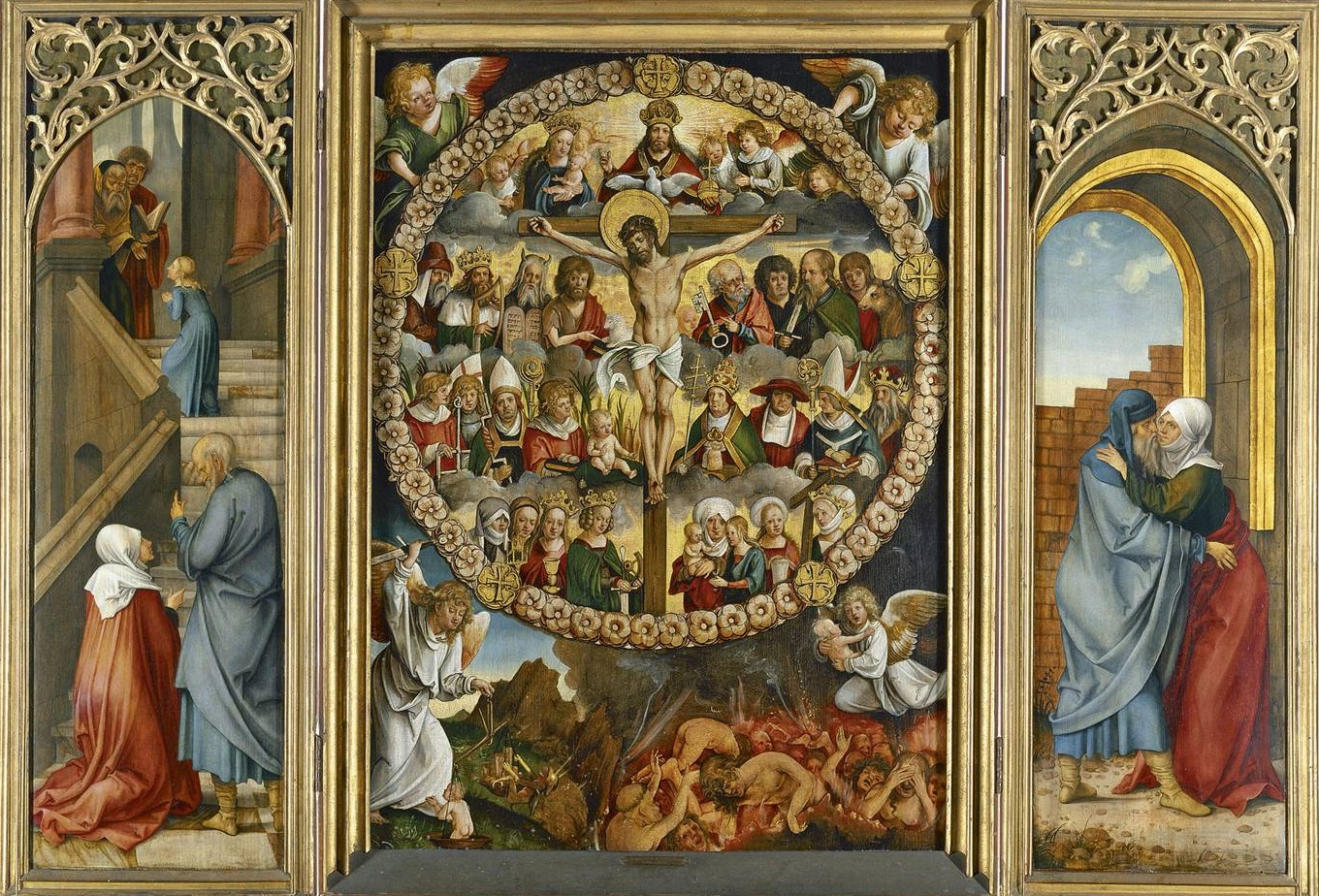
Tríptico del Rosario, óleo sobre tabla, 117 x 84,3 cm tabla central, 122,5 x 38 cm, tablas laterales, Madrid, Museo Thyssen-Bornemisza.

Hans Suess o Süß, conocido como Hans von Kulmbach (Kulmbach, c., 1485–Núremberg, 1522), fue un pintor, dibujante y grabador alemán. 
Según Johann Neudörfer, que escribió las biografías de los pintores de Núremberg, Hans von Kulmbach habría estudiado con Jacopo de Barbari, pintor veneciano establecido hacia 1500 en Alemania para trabajar al servicio de Federico de Weise, príncipe elector de Sajonia. En 1505 se documenta su presencia en el taller de Alberto Durero en Núremberg, ciudad en la que obtuvo la ciudadanía en 1511. De ese año, fechada y firmada con el monograma HK, es también la primera de sus obras conocida de datación cierta: la Adoración de los Magos de la Gemäldegalerie de Berlín.
Al frente de un próspero taller dedicado a la pintura de retablos, e influido por Durero, en 1513 abordó la más característica de sus obras: el gran epitafio de Lorenz-Tucher conservado en la iglesia de San Sebaldo de Núremberg. Su fama alcanzó a Cracovia para la que, por encargo de su alcalde, Jan Boner, pintó entre 1514 y 1516 dos altares dedicados a santa Catalina y a san Juan para la capilla del Espíritu Santo de la iglesia de Santa María, parcialmente conservados en el museo Narodowym y en la iglesia de San Florián. 